# Кјаријело II (Салерно)
Кјаријело II је насеље у Италији у округу Салерно, региону Кампанија.
Према процени из 2011. у насељу је живело 33 становника. Насеље се налази на надморској висини од 2 м.